# Rulet
Rulet (franc. roulette) je jedna od najpopularnijih igra na sreću.
Legenda govori da je Blaise Pascal upotrebljavao rulet kao metodu određivanja vjerojatnosti. Međutim, sama igra se prvi put spominje 1796. godine u Parizu.

## Mehanika
Rulet se igra pomoću specijalnog kola na kojem je obilježeno 37 ili 38 polja u obliku malih prostora međusobn odvojenih pregradom, što omogućuje da se kuglica koja se zavrti po unutarnjem ovalu ruba kola može prebacivati iz prostora dok ne završi u jednom kada se kolo zaustavi. Pregrade naizmjence označene crvenom i crnom bojom, počevši s crvenom jedinicom. Pregrada s nulom je označena zelenom bojom. Na kolu su brojevi označeni bijelim brojkama. 
Rulet pogoni krupje tako što ga zavrti u desno, a lopticu ubacuje u žlijeb u obrnutom smjeru. Tada objavljuje početak ulaganja, te naznačuje trenutak kada više ne prima uloge, jer se kolo počinje zaustavljati. Nasuprot baccaratu, u ruletu je za stolom uvijek prisutan samo jedan krupje.
Nakon što se kolo zaustavi, krupje isplaćuje žetone pobjednicima, a sakuplja s ploče žetone gubitnika. Svaki igrač ima svoju boju specijalnih rulet-žetona koje na kraju igre mijenja za obične žetone iskoristive u drugim igrama i na blagajni kockarnice.
Zbroj svih brojeva na ruletu od 1 do 36 je 666, zbog čega ga neki nazivaju i đavolje kolo.

## Kombinacije
Ulaganje se obavlja na ravnom dijelu stola za rulet. Na njemu je na zelenoj pustenoj tkanini označeno područje pregrađenih prostora ruleta s brojevima od 0 do 36 (europski rulet), odnosno isti skup još s 00 (američki), pri čemu su 0 i 00 odvojene. Ostalih 36 brojeva je grupirano na više načina da bi se omogućilo igračima da ulažu ne samo na pojedinačni broj već i na skupina, jednostavnije i složene. Svi su brojevi na shemi na stolu prikazani u boji svojeg pregrađenog prostora s kola.  

### Jednostruke kombinacije
Jednostruke kombinacije su kombinacije kod kojih dobitak nosi isplatu 1:1 (za svaki uloženi euro igrač dobiva još jedan dodatni euro). Te kombinacije su boja (crveno ili crno), par-nepar i passe-manque (19-36 i 1-18). Dok se crveno i crno uvijek na shemi označavaju crtežom, par-nepar (pair-impair) i passe-manque se označavaju francuskim nazivima. Na novijim stolovima se passe-manque katkada označava i brojkama (1 do 18, 19 do 36). Jednostruke kombinacije donose najmanji rizik propasti.

### Dvostruke kombinacije
Dvostruke ili duple kombnacije nose isplatu 2:1. Postoje dva tipa tih kombinacija: tuceti i stupci. Prvi tucet označava brojeve 1-12, drugi 13-24, a treći 25-36. Brojevi u stupcima su poredani s razmakom od 3, tako da, primjerice, prvi stupac sadrži brojeve 1, 4, 7, 10, 13, …, 34; drugi sadrži 2, 5, 8, …, 35; itd. Svaki tucet i svaki stupac sadrže po 12 brojeva.

### Brojevni ulozi
Šestine nose isplatu 5:1, a sastoje se od kombinacija od 6 brojeva. Te kombinacije se odabiru kao dva reda, tako da igrač stavi ulog na sjecište lijevog ruba i crte između redova.
Četvrtine se isplaćuju u omjeru 8:1, a odabiru se kao kombinacije 4 broja tako da igrač stavi ulog na sjecište crta koje se nalaze između tih brojeva (brojevi moraju biti zajedno). Šestina od reda s nulom i reda s brojevima 1-3 je ustvari četvrtina i isplaćuje se 8:1
Trećine su zapravo redovi, a isplaćuju se 11:1. Igrač mora staviti ulog na lijevi rub traženog reda.
Polovine su dva susjedna broja, bilo okomito ili vodoravno susjedna. Ulog se stavlja na crtu između ta dva broja, a u slučaju da neki od ta dva broja izađe na ruletu, isplaćuje se u omjeru od 17:1.
Cijeli brojevi su najriskantniji ulozi, ali također i oni koji donose najviše novaca u odnosu na ulog. Ako igrač želi uložiti na cijeli broj, stavlja žeton na polje na shemi od tog broja. Ako na ruletu izađe taj broj, kuća će mu vratiti ulog i isplatiti dobitak 35 puta veći od uloga.

## Prednost kuće
Svi omjeri isplata u ruletu napravljeni su s obzirom na mehanizam koji odabire između 36 brojeva. No kako je na kolu ruleta 37 ili 38 brojeva, kuća u svakoj okladi ima jednaku prednost: 2.70% u europskom ruletu s jednom nulom ili 5.26% u američkom ruletu s običnom i dvostrukom nulom. To znači da u europskom ruletu na svakih 100 oklađenih eura u samo jednom ulaganju igrač može očekivati povrat od 97.30 eura, a u američkom ruletu povrat od 94.74 eura.